# 어린이회관 (서울)

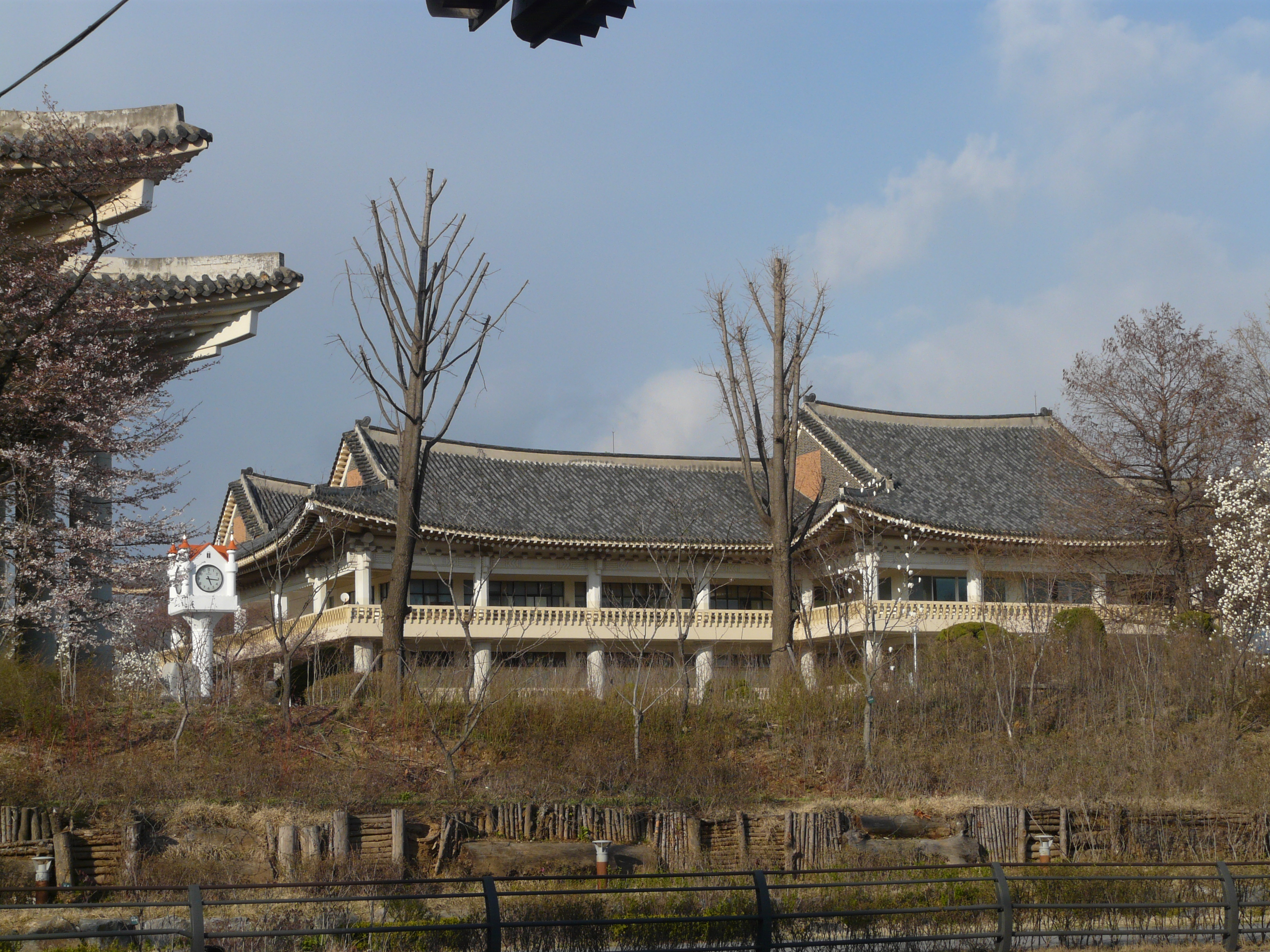

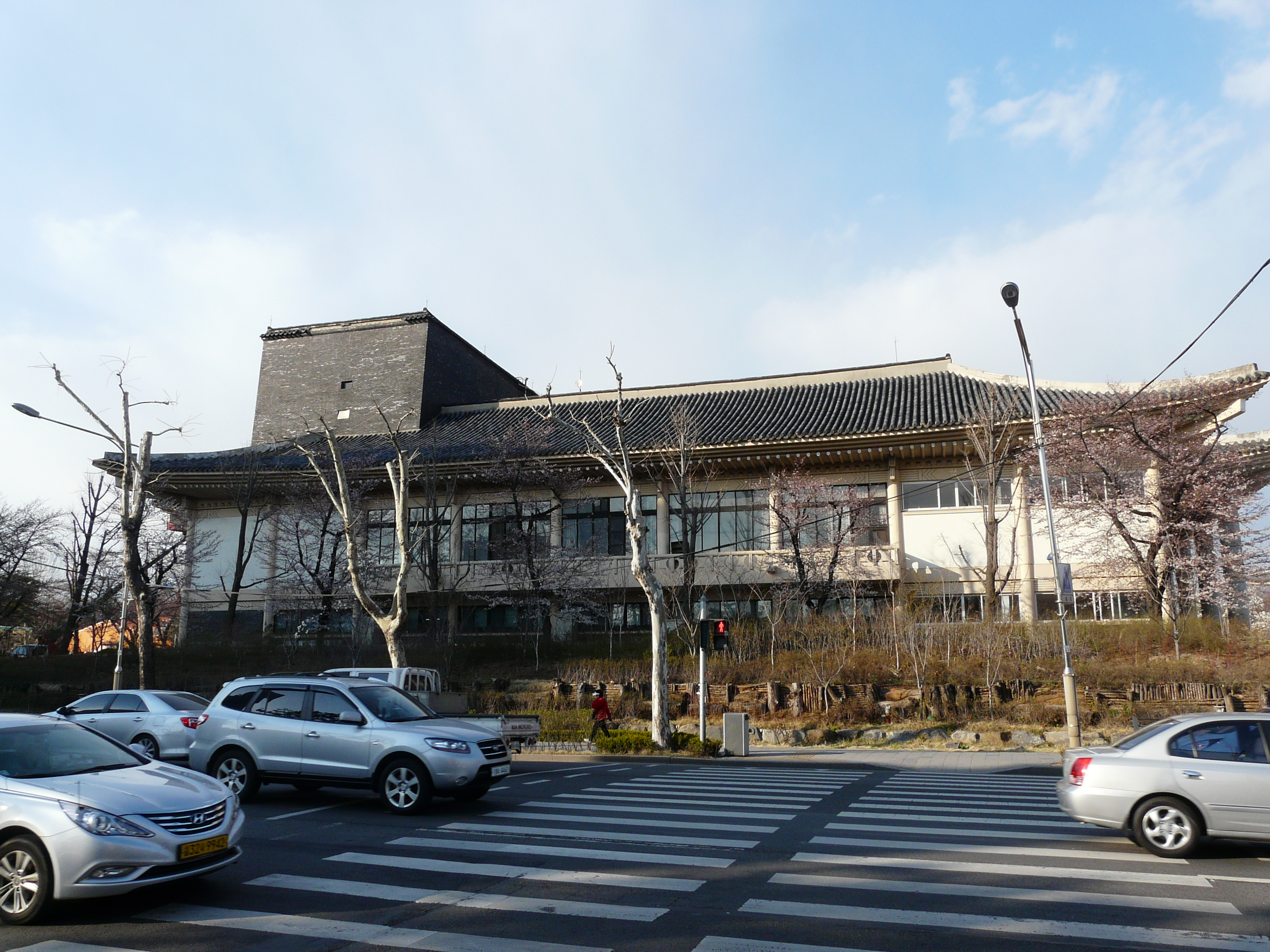

어린이회관은 어린이의 건전한 육성을 위해 육영재단에서 건립한 복지회관이다. 1970년 7월 서울 남산(南山)에 처음으로 어린이회관을 개관하였으며, 1974년 10월 남산 어린이회관을 국립중앙도서관에 이양하고 서울 광진구 능동의 새 회관으로 이사하였다.

## 남산 어린이회관
대한민국 최초의 어린이회관으로서 1969년 5월 5일 공사를 시작하여 이듬해 7월 25일 개관하였다. 동시 수용 인원 3천 명, 연 건평 3,700평(약 12,000 m2)의 지하 1층, 지상 18층 건물로, 남산 야외음악당 앞(서울 중구 회현동 1기 100)에 자리잡았다. 정규 교육과정에서 체험하기 어려운 내용을 보충하고자 하였으며, 설립 목적으로는 ‘청소년에 대한 반공정신의 앙양, 과학지식의 보급, 건전한 민족정신의 함양·고취, 청소년의 복지증진을 위한 체위의 보양과 정서의 순화’가 제시되었다. 국가적인 관심으로 건립되었으며, 미국 정부에서는 달착륙선의 모형을 어린이회관에 기증하기도 했다. 휴관하는 매주 월요일에는 고령의 노인 수백 명을 초청하여 ‘월요경로회’를 열었다.
| 층수  | 용도                               | 층수    | 용도                       |
| ----- | ---------------------------------- | ------- | -------------------------- |
| 지하1 | 기계실                             | 10      | 과학실험실                 |
| 1 ~ 3 | 체육관 및 실내수영장               | 11      | 공작공예실                 |
| 4 ~ 5 | 어린이극장 / 종합전시실 천체과학실 | 12      | 음악실                     |
| 6     | 관리실                             | 13      | 미술실                     |
| 7     | 시청각실                           | 14      | 무용실 / 상담실 / 생활교실 |
| 8     | 과학전시실                         | 15      | 도서실                     |
| 9     | 과학오락실                         | 17 ~ 18 | 새서울전망대               |

개관 후에는 몰려든 관람객들로 인한 기물 파손, 인력 부족 등 운영상의 문제로 3일 만에 휴관하기도 했고, 불편한 계단, 유용한 공터의 부족 등이 문제로 제기되었다. 초등학교 고학년 어린이들이 주로 이용하였고, 과학오락실이 가장 인기가 있었다고 조사되었다.
남산 어린이회관은 1974년 7월 국립중앙도서관의 이전으로 문을 닫기까지 총 297만여 명, 일일 평균 2,500여 명이 이용하였다.
1988년에 국립중앙도서관이 서초동으로 이전하면서 서울특별시 교육연구정보원이 들어섰다. 현재 건물 내에는 서울특별시교육청교육연구정보원과 서울특별시 과학전시관에서 운영하는 분관이 함께 사용하고 있다. 지하 1~4층, 지상 4~6층은 수학과 과학 탐구를 위한 수학체험관, 탐구학습관을 서울특별시교육청과학전시관에서 운영하고 있으며, 2,3층 및 7~11층은 서울특별시교육청교육연구정보원에서 사용하고 있으며, 교수학습정보부, 기획평가부, 교육정책연구소 등의 부서가 자리잡고 있다.

## 능동 어린이회관
1974년 10월 공사를 시작하여 이듬해 10월에 준공하였다. 서울시 성동구 능동 어린이대공원 옆에 위치하며, 한옥 형태로 지어졌다. 건축 연면적 1만 7000m2로 과학관과 문화관 및 체육시설로 나뉘어 있다. 지하 1층, 지상 3층인 과학관에는 생활과학전시실·우주과학전시실·컴퓨터교실·천체과학관·과학실험실·시청각실 등이 있고, 지상 2층의 문화관에는 올림픽전시장·무지개극장·도서실·음악실·무용실·유치원·태권도교실 등이 있다. 체육시설로는 대형체육관·운동장·야구장·사격장·스케이트장·수영장 등이 있고, 그 밖에 각종 놀이시설이 갖추어져 있다.
야외상설무대에서는 어린이를 위한 각종 연극이 공연되며, 또한 세계아동미술전람회·어린이그림그리기대회 등 어린이의 건전한 육성을 위한 행사도 거행된다.